# Athenaeum (folyóirat, 1968–1972)
Athenaeum – a marosvásárhelyi Pedagógiai Főiskola 1968-ban indult kétnyelvű (román-magyar) havi folyóirata. Főszerkesztő Ion Milășan, a szerkesztőbizottság tagja Kicsi Antal. A főiskola életével összefüggő kérdéseken kívül induló költők, esszéisták számára is fórumot biztosított. Megszűnt 1972-ben.